# Мартин, Марселла
Э́лси Марсе́лла Ма́ртин (англ. Elsie Marcella Martin), в девичестве — Кли́ффорд (англ. Clifford; 5 июня 1916, Шампейн, Иллинойс, США — 31 октября 1986, Хьюстон, Техас, США) — американская актриса.

## Биография
Элси Марселла Клиффорд родилась 5 июня 1916 года в Шампейне (Иллинойс) в семье сенатора и предпринимателя Уильяма Эдварда Клиффорда (1882—1957).
В 1939—1969 годы Марселла сыграла в пяти фильмах и телесериалах. Мартин наиболее известна по роли Кэтлин Калверт в фильме «Унесённые ветром» (1939). Изначально она пробовалась на роль Скарлетт О'Хары и в течение нескольких недель оставалась главной претенденткой на роль, но в итоге она досталась Вивьен Ли. Во время съёмок фильма Мартин и Ли были соседками, а Мартин также учила говорить Ли на южном диалекте.
Первые два брака Мартин, первый с Джоном Мартином и второй с Джеймсом Фергюсоном (1913—2000), окончились разводом. Затем Мартин вышла замуж в третий раз за Роберта Ли МакГратти (1908—1979) и они были женаты до его смерти в январе 1979 года.
70-летняя Мартин скончалась 31 октября 1986 года в Хьюстоне. Она была похоронена на Кладбище Святой Мэри в своём родном городе рядом со своим мужем, который умер семью годами ранее.

## Фильмография
| Год  |   | Русское название                  | Оригинальное название             | Роль           |
| ---- | - | --------------------------------- | --------------------------------- | -------------- |
| 1939 | ф | Унесённые ветром                  | Gone with the Wind                | Кэтрин Калверт |
| 1942 | ф | К западу от Надгробной плиты      | West of Tombstone                 | Кэрол Барнет   |
| 1942 | ф | Человек, который вернулся к жизни | The Man Who Returned to Life      | Дафни Тёрнер   |
| 1964 | ф | Путешествие на край Вселенной     | Voyage to the End of the Universe | Стефа          |
| 1969 | с | ФБР                               | The F.B.I.                        | Рут Колье      |